# Royal Central School of Speech and Drama

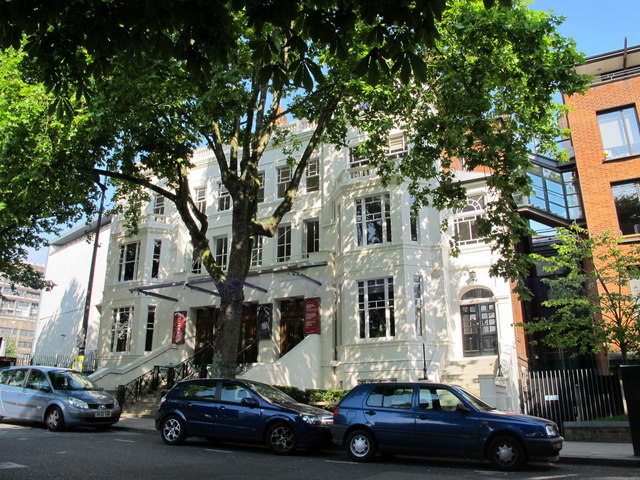
Sua frente vista da Avenida Eton, em Londres.

A Royal Central School of Speech and Drama é uma das mais importantes escolas de teatro britânicas. Foi fundada por Elsie Fogerty em 1906 com intuito de oferecer uma nova forma de treinamento em fala e atuação para jovens atores e outros estudantes. Tornou-se constituinte da Universidade de Londres em 2005 e entre seus ex-alunos proeminentes estão Andrew Garfield, Laurence Olivier, Vanessa Redgrave, Judi Dench, Harold Pinter e Kit Harington.